# Tecuamburro
Le Tecuamburro est un volcan du Guatemala.